# Kleinkastell Nersingen
Das Kleinkastell Nersingen ist eine römische Fortifikation der tiberisch-claudischen Donaulinie, einer frühen römischen Grenzbefestigung entlang der Donau. Die kleine Anlage, von der heute über dem Boden nichts mehr erhalten ist, befindet sich auf dem Gebiet der Gemeinde Nersingen im schwäbischen Landkreis Neu-Ulm, Bayern.

## Lage und Forschungsgeschichte
Die westlich des heutigen Ortes Nersingen ergrabene Befestigung liegt rund 2,1 Kilometer nördlich der Donausüdstraße und wurde von den römischen Geometern in topographisch gut gewählter Lage auf einem überschwemmungsfreien Niederterrassenrand über dem Flüsschen Leibi, einem 21,9 Kilometer langen südlichen Nebenfluss der Donau, angelegt, um eine Donaufurt zu sichern.
Entdeckt wurde das Kastell erst im Juni 1982 durch den Luftbildarchäologen Otto Braasch. Für ihn stellte sich die Anlage noch als spätrömischer Wachturm dar. Eingehende Forschungen fanden hauptsächlich vom 4. Juli bis 26. August 1983 unter Leitung des Ausgräbers Michael Mackensen im Auftrag der Kommission zur archäologischen Erforschung des spätrömischen Raetien statt. 1984 wurde für Nachuntersuchungen genutzt.

## Baugeschichte

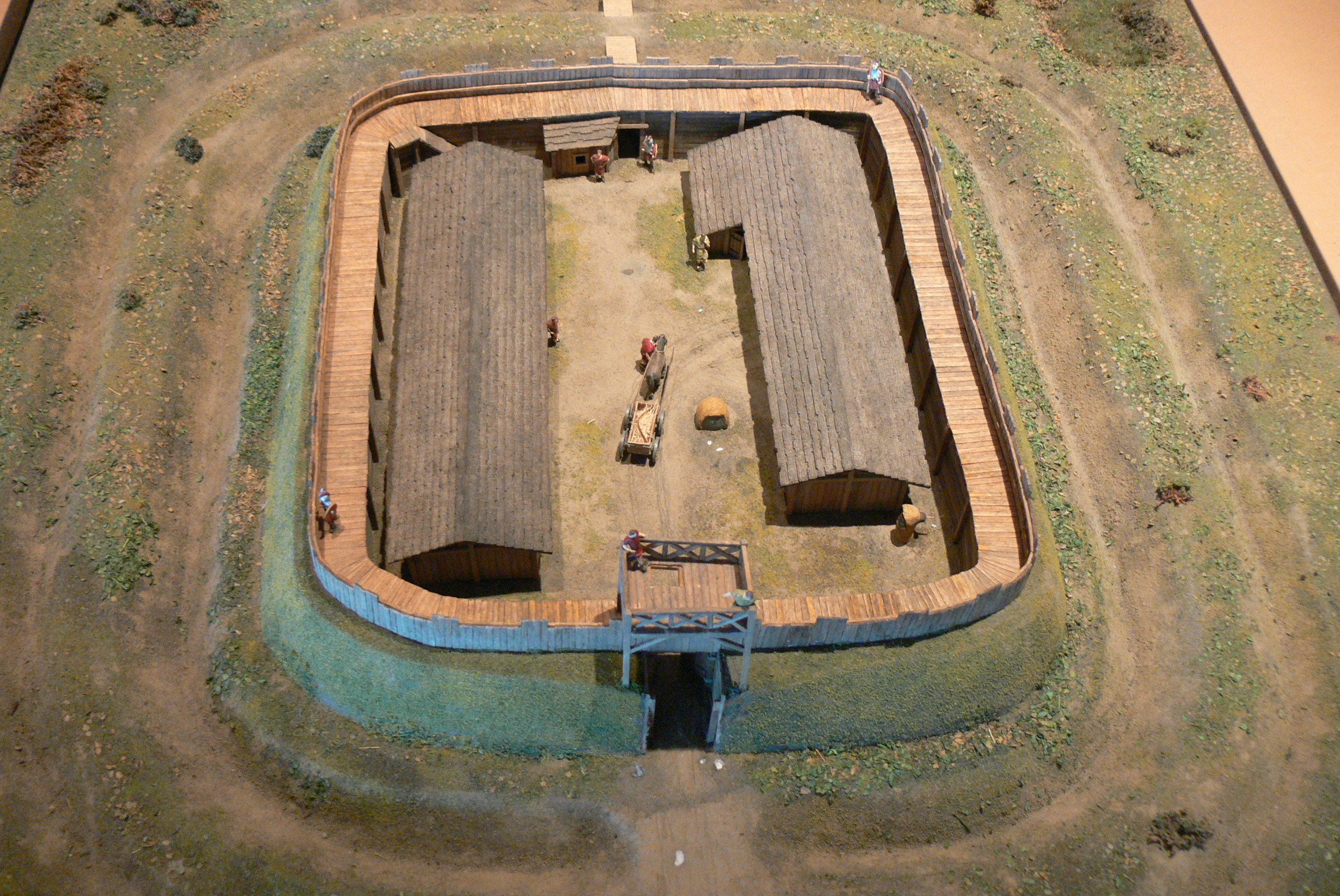
Modell des Kleinkastells Nersingen, Keltenmuseum Manching

Die Archäologen konnten die rechteckige, reine Holz-Erde-Anlage mit einer inneren Seitenlänge von 22,2 × 25,2 m (ca. 780 m²) vermessen. Sie besitzt zwei einspurige Zufahrten, wobei nur das Haupttor im Südosten mit einem Torturm ausgestattet ist. Weitere Türme konnten nicht festgestellt werden. Der dem Haupttor gegenüberliegende rückwärtige nordwestliche Auslass bestand lediglich aus einer kleinen Schlupfpforte, die unweit der Leibi liegt. Als Umwehrung diente eine holzverschalte Rasensodenmauer. Vor dieser lagerte ein Doppelspitzgraben mit abgerundeten Ecken, der offenbar nur an der Hauptzufahrt aussetzte. Der innere dieser Gräben war 3,6 bis 3,8 m, der äußere 3,3 bis 3,6 m breit und reichte bei der Ausgrabung noch 1,7 bis 1,95 m (innen) bzw. 1,25 m (außen) unter das Bodenniveau. Von Innenkante zu Innenkante gerechnet, umschloss dieser Graben eine Fläche von rund 41 × 242 m. Es konnte festgestellt werden, dass der äußere Graben während des rund 40-jährigen Bestehens der Befestigung einmal erneuert worden ist. Dieser erneuerte Spitzgraben erreichte eine Tiefe, die während der Grabungen mit 1,2 bis 1,4 m unter der Oberfläche vermessen werden konnte. Links und rechts der die beiden Tore im Kastellinneren verbindenden Nord-Süd-Straße lagen zwei ebenerdige Baracken. Eine diente als Mannschaftsquartier, die zweite wird als Wirtschaftsgebäude beschrieben. In einer Ecke wurde die Latrine ausgehoben, daneben sind eine Schmiedeesse sowie ein Backofen freigelegt worden. Die vielfach mit dem zeitgleich entstandenen Kleinkastell Burlafingen in Bezug gebrachte Anlage von Nersingen hat wesentlich länger bestanden als die etwas westlicher gelegene Befestigung, die bereits nach rund zehn Jahren aufgegeben worden sein soll.

## Truppe
Mackensen legt nach den Befunden nahe, als Besatzung eine Auxiliarvexillation anzunehmen, die rund zwölf Mann nicht überschritt. Da diese kleine Einheit nicht in der Lage war, raumgreifendere Operationen alleine durchzuführen, geht die Forschung davon aus, dass die Mannschaften in Nersingen nur für Wachdienste abgestellt waren. Daher ist anzunehmen, dass noch weitere, bisher unbekannte Kleinkastelle an der Donaulinie in jener Zeitstellung zu finden sind, um die Kontrolllücken zwischen den bereits bekannten größeren und kleineren Kastellen abzudecken.

## Wichtige Funde
Als Fundmaterial kamen insgesamt 112  meist sehr fragmentarische römische Objekte aus dem Boden, unter anderem acht Fibeln, 51 weitere Metallgegenstände (davon fünf militärischer Herkunft) und 49 Keramikstücke. Dies erleichterte die Datierung, da diese Gegenstände zu allen Zeiten Moden unterlagen. Unter dem geborgenen Material befand sich ein Auerbergtopf mit dem für Rätien üblichen punktförmigen Rollrädchendekor. Mackensen erwähnte eine Reibschüssel mit schräg gestelltem Rand, wie sie ebenfalls in den zur Frühphase des Donaulimes gerechneten Kastellen Aislingen und Burlafingen vorkamen. Auch vom Weltenburger Frauenberg ist ein solches Stück bekannt. Der aufgefundene Münzbestand beschränkte sich auf drei Stücke aus den Prägejahren 22/23 n. Chr., um 72/73 n. Chr. sowie 80 n. Chr. Ein möglicherweise in die Zeit der Entstehung von Nersingen und Burlafingen gehörendes Fundstück war der 1959 in einer Kiesgrube unmittelbar am Kleinkastell Burlafingen aus dem Boden gekommene Legionärshelm vom Typ Hagenau, dem lediglich die Wangenklappen und der Helmbuschhalter fehlten. Auf dem breiten Nackenschild wird neben zwei verschiedenen Besitzernamen auch die Legio XVI Gallica genannt. Junkelmann beschreibt die Hagenau-Helme als typisch für die erste Hälfte des 1. Jahrhunderts n. Chr. Ein direkter Bezug dieser Kopfbedeckung zur Bautätigkeit an der tiberisch-claudischen Donaulinie lässt sich jedoch nicht ohne Schwierigkeiten herstellen, unter anderem, weil die genannte Legion nicht in Rätien stationiert war.

## Fundverbleib
Das in Nersingen geborgene Fundgut wurde der Archäologischen Staatssammlung in München übereignet.

## Denkmalschutz
Das Kleinkastell Nersingen ist als eingetragenes Bodendenkmal im Sinne des Bayerischen Denkmalschutzgesetzes (BayDSchG) geschützt. Nachforschungen und gezieltes Sammeln von Funden sind erlaubnispflichtig, Zufallsfunde sind den Denkmalbehörden anzuzeigen.